# Papyrus 8
- Papyrus
- Onciale
- Minuscules
- Lectionnaire

Le Papyrus 8 ({\displaystyle {\mathfrak {P}}}8) ou α 8 (von Soden), est une copie du Nouveau Testament en grec, réalisée sur un rouleau de papyrus au IVe siècle.
Le texte est un fragment des Actes des Apôtres (4,31-37; 5,2-9; 6,1-6.8-15). Il est écrit en deux colonnes, de 25 lignes par colonne. Les dimensions du manuscrit sont 18.6 x 10.4 cm.
Le texte est de type alexandrin. Kurt Aland le classe en Catégorie II.
Il fut découvert par Constantin Tischendorf. Le manuscrit a été examiné par A. H. Salonius.
Il est actuellement conservé aux Musées nationaux de Berlin (Inv. no. 8683) de Berlin,.